# Dom na końcu ulicy
Dom na końcu ulicy (ang. House at the End of the Street) – amerykańsko-kanadyjski horror z 2012 roku w reżyserii Marka Tonderaia. Wyprodukowany przez amerykańskie studio Relativity Media i kanadyjskie studio Alliance Films. W filmie występują Jennifer Lawrence, Max Thieriot, Gil Bellows, Eva Link, Allie MacDonald, Nolan Gerard Funk i Elisabeth Shue.

## Fabuła
Akcja filmu rozgrywa się w Kanadzie. Po niedawnym rozwodzie Sarah Cassidy (Elisabeth Shue) wraz z nastoletnią córką Elissą (Jennifer Lawrence) przenosi się do niewielkiego miasteczka. Okazuje się, że cztery lata wcześniej doszło tu do tragedii – małżeństwo Jacobsonów zostało brutalnie zamordowane przez własną córkę.

## Obsada
- Jennifer Lawrence jako Elissa Cassidy
- Max Thieriot jako Ryan Jacobson
  - Bobby Osborne jako młody Ryan
- Elisabeth Shue jako Sarah Cassidy
- Gil Bellows jako oficer Bill Weaver
- Eva Link jako Carrie Ann
- Nolan Gerard Funk jako Tyler Reynolds
- Allie MacDonald jako Jillian
- Jordan Hayes jako Peggy Jones
- Krista Bridges jako Mary Jacobson
- John Healy jako John Jacobson
- Grace Tucker-Duguay jako Carrie Anne Jacobson
- James Thomas jako Ben Reynolds
- Joy Tanner jako Bonnie Reynolds
- Jon McLaren jako Zak

i inni